# 兵庫県道218号西田原姫路線
兵庫県道218号西田原姫路線（ひょうごけんどう218ごう にしたわらひめじせん）は、兵庫県神崎郡福崎町から姫路市に至る一般県道である。

## 概要
神崎郡福崎町西田原から姫路市野里に至る。

### 路線データ
- 起点：神崎郡福崎町西田原（田尻交差点、兵庫県道23号三木宍粟線交点）
- 終点：姫路市野里（大日町北交差点、国道312号交点）
- 総延長：12.894 km

## 路線状況

### 重複区間
- 国道312号（姫路市砥堀・生野橋西交差点 - 姫路市西中島・西中島交差点）

### 道路施設

#### 橋梁
- 馬橋（平田川、姫路市）
- 藪田橋（神谷川、姫路市）
- 生野橋（市川、姫路市）

## 地理

### 通過する自治体
- 神崎郡福崎町
- 姫路市

### 交差する道路
| 交差する道路                                                   | 市町村名 | 市町村名 | 交差する場所 | 交差する場所                  |
| -------------------------------------------------------------- | -------- | -------- | ------------ | ----------------------------- |
| 兵庫県道23号三木宍粟線                                         | 神崎郡   | 福崎町   | 西田原       | 田尻交差点 / 起点             |
| 兵庫県道410号中寺北条線                                        | 姫路市   | 姫路市   | 船津町       | 姫路大沢（）交差点            |
| 兵庫県道81号小野香寺線                                         | 姫路市   | 姫路市   | 船津町       | 上野東交差点                  |
| 兵庫県道117号豊富北条線                                        | 姫路市   | 姫路市   | 豊富町豊富   |                               |
| 兵庫県道373号大柳仁豊野線                                      | 姫路市   | 姫路市   | 豊富町御蔭   | 金竹西交差点                  |
| E95 播但連絡道路                                               | 姫路市   | 姫路市   | 豊富町御蔭   | 豊富ランプ交差点 4 豊富ランプ |
| 国道312号 重複区間起点                                         | 姫路市   | 姫路市   | 砥堀         | 生野橋西交差点                |
| 国道312号 重複区間終点                                         | 姫路市   | 姫路市   | 西中島       | 西中島交差点                  |
| 国道312号 兵庫県道398号花田野里線 兵庫県道516号姫路環状線 重複 | 姫路市   | 姫路市   | 野里         | 大日交差点                    |
| 国道312号                                                      | 姫路市   | 姫路市   | 野里         | 大日町北交差点 / 終点         |

### 沿線
- E95 播但連絡道路 8 福崎北ランプ
- 福崎町立福崎東中学校
- 姫路市立水上小学校